# Amádoco I
Amádoco (griego antiguo Ἀμάδοκος) fue rey de los tracios odrisios. Durante su reinado sufrió ataques de los tribalios y perdió muchos de sus territorios. Al principio de su reinado nombró a Seutes II gobernador de sus tierras de la orilla meridional del mar Egeo. 
Fue aliado de Alcibíades de Atenas en la época en que este era tirano de una ciudad de la costa de Tracia antes del 405 a. C. Jenofonte estuvo en el país en 400 a. C. y dice que Amádoco y Seutes II eran los dos reyes más poderosos de Tracia, pero que se enfrentaban frecuentemente entre ellos. En 390 a. C. Trasíbulo los reconcilió y los convirtió en aliados de Atenas. Aristóteles dice que un rey Amádoco fue atacado por su general Seutes, pero como no indica la fecha no se sabe si se trata de los mismos personajes.
Seutes II se nombró a sí mismo rey al final del siglo V a. C. Amádoco probablemente murió de muerte natural alrededor del 390 a. C.
Otro Amádoco fue un príncipe de Tracia que fue derrotado por Filipo V de Macedonia, y fue hecho prisionero en 184 a. C.